# Mayville (Wisconsin)
Mayville es una ciudad ubicada en el condado de Dodge en el estado estadounidense de Wisconsin. En el Censo de 2010 tenía una población de 5.154 habitantes y una densidad poblacional de 605,77 personas por km².

## Geografía
Mayville se encuentra ubicada en las coordenadas 43°29′53″N 88°32′46″O / 43.49806, -88.54611. Según la Oficina del Censo de los Estados Unidos, Mayville tiene una superficie total de 8.51 km², de la cual 8.21 km² corresponden a tierra firme y (3.47%) 0.3 km² es agua.

## Demografía
Según el censo de 2010, había 5.154 personas residiendo en Mayville. La densidad de población era de 605,77 hab./km². De los 5.154 habitantes, Mayville estaba compuesto por el 96.6% blancos, el 0.21% eran afroamericanos, el 0.19% eran amerindios, el 0.58% eran asiáticos, el 0% eran isleños del Pacífico, el 1.42% eran de otras razas y el 0.99% pertenecían a dos o más razas. Del total de la población el 2.68% eran hispanos o latinos de cualquier raza.